# Gernot Tromnau
Gernot Tromnau (* 2. März 1939 in Allenstein/Ostpreußen) ist ein deutscher Prähistoriker. Tromnau leitete von 1976 bis 2000 das Niederrheinische Museum in Duisburg, das heutige Kultur- und Stadthistorische Museum.

## Leben und Wirken
Gernot Tromnau kam am 2. März 1939 im damals ostpreußischen Allenstein zur Welt. Nach Flucht und Vertreibung wuchs er in Bad Oldesloe in Schleswig-Holstein auf. Zunächst studierte Tromnau Erziehungswissenschaften und war anschließend von 1962 bis 1972 als Lehrer für Mathematik, Chemie, Physik und Werken in verschiedenen Realschulen in Hamburg tätig. Neben seiner Arbeit im Schuldienst studierte er Vor- und Frühgeschichte, Völkerkunde und Geologie an der Universität Hamburg. Im Jahr 1971 wurde Tromnau mit einer Dissertation über späteiszeitliche Rentierjägerkulturen zum Doktor der Philosophie promoviert.
Nach vollendeter Promotion wechselte Gernot Tromnau seine Profession. 1972 wurde er Kustos des Hamburgischen Museums für Archäologie/Helmsmuseum. Kurze Zeit später stieg er zu dessen stellvertretendem Leiter auf. Im Jahr 1976 wurde Tromnau zum Direktor des Niederrheinischen Museums in Duisburg berufen und trat zum 1. Januar 1977 sein Amt an. Unter Tromnau öffnete sich das bisher stark archäologisch ausgerichtete Museum der Kulturgeschichte. Hierzu trug vor allem der Ausbau der Sammlung durch Ankauf weiterer Objekte aus dem Mercator-Kosmos sowie die Aufnahme der Sammlung Köhler-Osbahr als Dauerleihgabe bei.
Neben seiner Museumstätigkeit trieb Tromnau auch die Grabungsprojekte im Duisburger Stadtgebiet voran. Unter seiner Leitung wurde die archäologische Zone am Alten Markt vor dem Rathaus ausgewiesen. Außerdem engagierte sich Gernot Tromnau auch um die Grabungen in Moers-Asberg, wo ein römisches Garnisonslager freigelegt werden konnte (Asciburgium). Bereits seit 1979 trieb Tromnau auch die Konzeption des von ihm geleiteten Museums der Deutschen Binnenschifffahrt in Duisburg voran. Das Haus wurde zunächst im alten Ruhrorter Rathaus eröffnet, zog 1998 in das ehemalige Jugendstil-Bad um.
Als Direktor des Niederrheinischen Museums bemühte sich Tromnau vor allem um die Öffnung für neue Publikumsschichten. Die vielfältigen Sonderausstellungen mit teilweise über 60.000 Besuchern trugen hierzu bei. Daneben entwickelte Tromnau große Wanderausstellungen, die in Ungarn, auf Kreta und in Griechenland zu sehen waren. Tromnau engagierte sich in einer Vielzahl von Vereinen. Unter anderem war er Vizepräsident der Hugo Obermaier-Gesellschaft, Geschäftsführer der Gesellschaft für Niederdeutsche Kulturgeschichte, Vorsitzender der Mercatorgesellschaft Duisburg. Zum 30. November 2000 wechselte Tromnau in den vorzeitigen Ruhestand. Er ist Mitglied der Sachverständigenkommission zur Bewertung beweglicher Bodendenkmäler des Landes Nordrhein-Westfalen.

## Schriften (Auswahl)
- Rentierjäger der Späteiszeit in Norddeutschland (= Wegweiser zur Vor- und Frühgeschichte Niedersachsens Bd. 9). Lax-Verlag, Hildesheim 1976, ISBN 3-7848-190-95.
- Duisburg und die Wikinger. Bilder und Texte zur Ausstellung anläßlich der 1100-Jahrfeier der Stadt Duisburg. Duisburg 1983.
- Museum der Deutschen Binnenschiffahrt, Duisburg-Ruhrort. Westermann-Verlag, Braunschweig 1989.
- mit Tilmann Bechert: Duisburg und der untere Niederrhein zwischen Krefeld, Essen, Bottrop und Xanten (= Führer zu archäologischen Denkmälern in Deutschland Bd. 21). Theiss-Verlag, Stuttgart 1990, ISBN 3-8062-084-76.
- 1000 Jahre Island. Insel zwischen Feuer und Eis. Begleitband zur Ausstellung im Kultur- und Stadthistorischen Museum Duisburg vom 6. Dezember 1998 bis zum 28. Februar 1999. Duisburg 1998, ISBN 3-89279-547-9.
- Am Anfang war... Kostbarkeiten aus Duisburgs Vergangenheit. Mercator-Verlag, Duisburg 2002, ISBN 3-87463-342-X.

Herausgeberschaft
- Schamanen. Mittler zwischen Menschen und Geistern. Begleitband zur Ausstellung im Kultur- und Stadthistorischen Museum Duisburg, 14. April bis 30. Juni 1991. Duisburg 1991, ISBN 3-923576-79-X.
- mit Ruth Löffler: Gerhard Mercator, Europa und die Welt. Begleitband zur Ausstellung „Verfolgt, Geachtet, Universal - Gerhard Mercator, Europa und die Welt“ anläßlich des 400. Todestages von Gerhard Mercator im Kultur- und Stadthistorischen Museum Duisburg vom 4. September 1994 bis zum 31. Januar 1995. Duisburg 1994, ISBN 3-8927-904-34.